# وینچنتزو کاتنا
وینچنتزو کاتنا (ایتالیایی: Vincenzo Catena; ح. 1480 – 1531) نقاش دورهٔ رنسانس ایتالیا و از دانش آموختگان مدرسه ونیزی بود.

## زندگی
از زادگاه و زادروز کاتنا اطلاعاتی در دسترس نیست، قدیمی‌ترین داده مربوط به او، امضایی است که زیر نقاشی لورا اثر جورجونه زده‌است. او به عنوان همکار این امضا را زده‌است. روش نقاشی او بیشتر همانند جووانی بلینی است تا کارهای نوآورانهٔ جورجونه. نزدیک به سال ۱۵۱۰، چند سال پس از مرگ جورجونه، اثر کارهای او بر کاتنا دیده شد.
اطلاعات بدست آمده نشان می‌دهد که کاتنا فردی دارا بوده و دوستانی پیرو انسان‌گرایی داشته‌است.

## نگارخانه

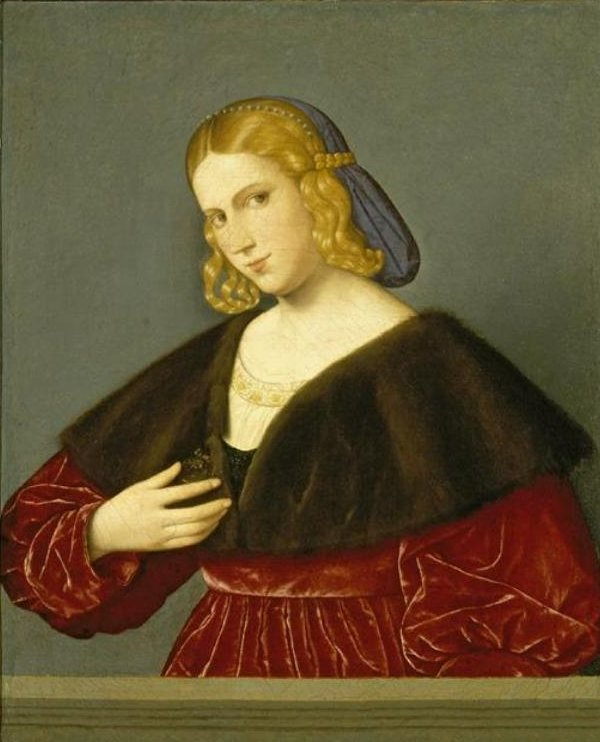
تک‌چهرهٔ یک زناثر کاتنا در ۱۵۲۰، موزهٔ اِل پاسو